# Oso (cours d'eau du Congo-Kinshasa)
Pour les articles homonymes, voir Oso.
L’Oso est une rivière du Nord-Kivu et du Maniema en république démocratique du Congo. Elle sert de frontière entre le Maniema et le Nord-Kivu sur son parcours inférieur.

## Géographie
Elle prend source dans les monts Mitumba, entre Masisi et Sake, et coule principalement d'est en ouest, pour se jeter dans la Lowa

## Affluents
Les affluents principaux de l’Oso sont (d’amont en aval) :
- la Muhungozi
- la Lubonga
- la Bilati
- la Mweso et la Luhulu
- la Mesa
- l’Uvia